# Guns, God and Government World Tour
Guns, God and Government World Tour (englisch etwa für „Waffen, Gott und Regierung Welttournee“) ist ein Video- und Livealbum der US-amerikanischen Rockband Marilyn Manson. Es erschien am 29. Oktober 2002 als DVD über das Label Eagle Rock Entertainment. Am 16. November 2009 wurde das Album auch als Blu-ray veröffentlicht. Das Videoalbum ist von der FSK ab 16 Jahren freigegeben.

## Inhalt
Das Videoalbum enthält Aufnahmen von der gleichnamigen Guns, God and Government Tour, auf der die Band vom 27. Oktober 2000 bis 2. September 2001 weltweit über 100 Konzerte spielte. Die mitgeschnittenen Auftritte der DVD-Version wurden in den Vereinigten Staaten, in Russland, Japan und Europa gespielt. Die 2009 veröffentlichte Blu-ray-Version enthält dagegen die Aufnahmen eines einzelnen Konzertes in Los Angeles, wobei The Death Song nicht enthalten ist.
Beide Veröffentlichungen enthalten zusätzlichen den Kurzfilm The Death Parade, der einen Blick hinter die Kulissen der Tour bietet und neben den Bandmitgliedern Cameos von Künstlern, wie Ozzy Osbourne, Joey Jordison und Eminem, zeigt.

## Produktion
Das Album wurde von Frontmann Marilyn Manson in Zusammenarbeit mit Geoff Foulkes, Mark Hurry und Daniel Catullo III, die jeweils als Executive Producer fungierten, produziert. Regie führten Perou, Duncan Black, J. T. Harding, Steve Macauley und Blue Leach.

## Covergestaltung
Das Albumcover zeigt Marilyn Mansons typisch grell-geschminktes Gesicht. Er sieht den Betrachter mit ernstem Blick an und trägt in einem Auge eine weiße Kontaktlinse. Vor seinem Gesicht befinden sich die roten Schriftzüge Marilyn Manson und Guns, God and Government World Tour. Der Hintergrund ist schwarz gehalten.

## Titelliste
| #  | Titel                                | Länge |
| -- | ------------------------------------ | ----- |
| 1  | Intro / Count to Six and Die         | 2:16  |
| 2  | Irresponsible Hate Anthem            | 3:46  |
| 3  | The Reflecting God                   | 5:34  |
| 4  | Great Big White World                | 5:02  |
| 5  | Disposable Teens                     | 3:56  |
| 6  | The Fight Song                       | 4:19  |
| 7  | The Nobodies                         | 3:56  |
| 8  | Rock Is Dead                         | 3:13  |
| 9  | The Dope Show                        | 4:14  |
| 10 | Cruci-Fiction in Space               | 5:02  |
| 11 | Sweet Dreams / Hell Outro            | 6:14  |
| 12 | The Love Song                        | 3:13  |
| 13 | The Death Song (nur auf DVD)         | 3:28  |
| 14 | Antichrist Superstar                 | 4:20  |
| 15 | The Beautiful People                 | 5:05  |
| 16 | Astonishing Panorama of the Endtimes | 4:08  |
| 17 | Lunchbox                             | 9:02  |
| 18 | Outro (ungelistet)                   | 2:16  |

| # | Titel            | Länge |
| - | ---------------- | ----- |
| 1 | The Death Parade | 29:53 |

## Chartplatzierungen
Guns, God and Government World Tour stieg am 18. November 2002 für eine Woche auf Platz 75 in die deutschen Albumcharts ein. In den Niederlanden erreichte das Videoalbum Rang 21 der Charts, während es in den Vereinigten Staaten in den Musikvideo-Charts gelistet wurde und dort die Spitze belegte.

## Verkaufszahlen und Auszeichnungen
Im Jahr 2004 erhielt Guns, God and Government World Tour für mehr als 25.000 verkaufte Einheiten in Deutschland eine Goldene Schallplatte. Ebenfalls mit Gold wurde das Album für über 25.000 Verkäufe 2007 im Vereinigten Königreich ausgezeichnet. In den Vereinigten Staaten bekam das Videoalbum für mehr als 100.000 verkaufte Exemplare 2007 eine Platin-Schallplatte.